# Скорсбісунн
Скорсбісу́нн або Кангертіттівак (дан. Scoresby Sound, ґренл. Kangertittivaq) — затока Гренландського моря біля східних берегів Гренландії, найбільший фіорд у світі.

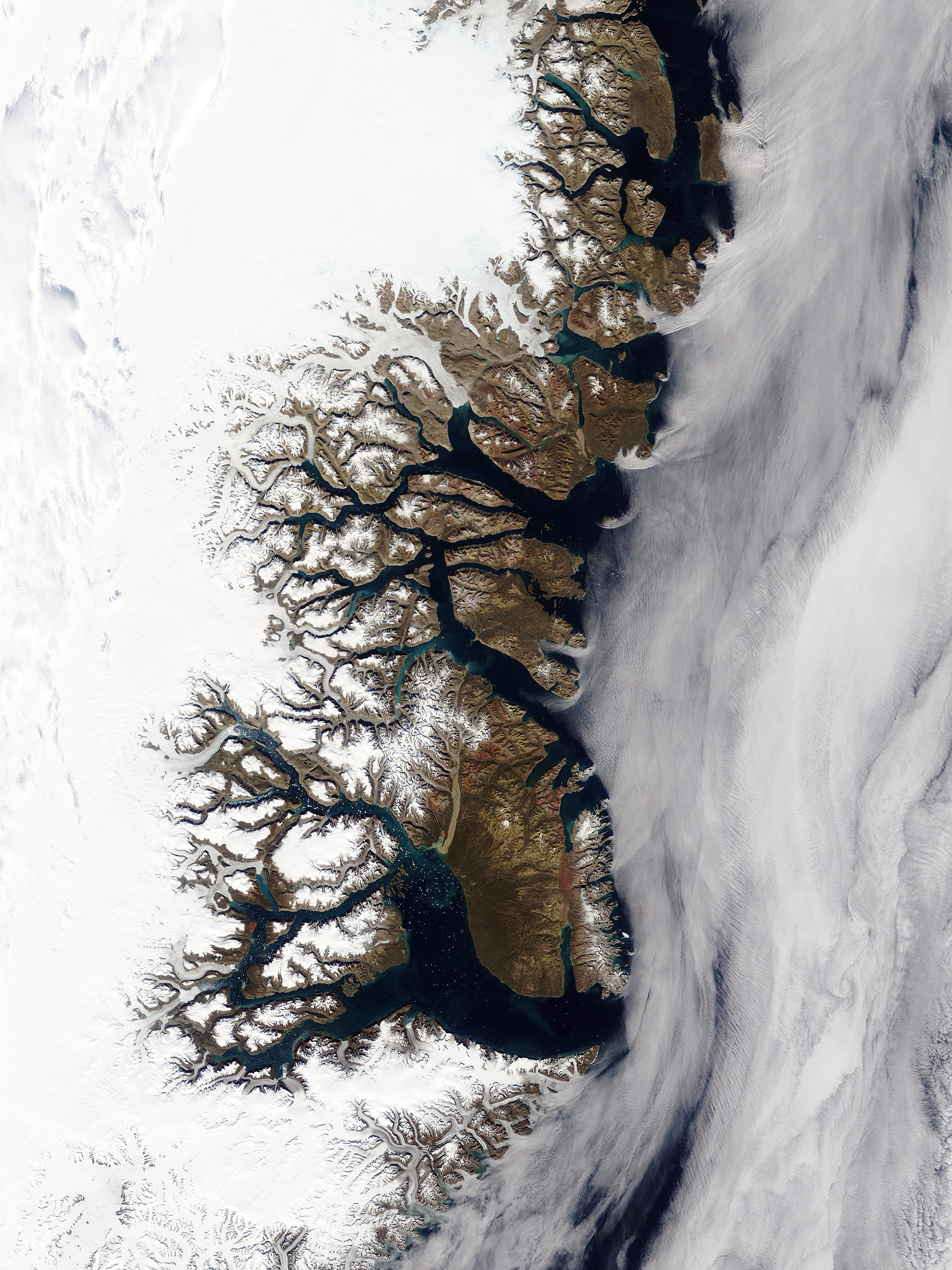
Скорсбісунн — знімок із супутника

Тундрова рослинність на узбережжі Скорсбісунна

Скорсбісунн являє собою затоплену морем тектонічну западину. Вдається в суходіл на 340 км. Глибини в середній частині 400—600 м, у фіордах до 1450 м. Найбільший острів фіорду — Мілн. З жовтня по червень фіорд покритий льодом. Припливи півдобові і змішані; до 1,3 м. Названий на честь шотландських китобоїв і полярних дослідників батька і сина Скорсбі, які відкрили його в 1822 р.